# Kladnjice
Kladnjice – wieś w Chorwacji, w żupanii splicko-dalmatyńskiej, w gminie Lećevica. W 2011 roku liczyła 142 mieszkańców.